# Köszönöm, megvagyunk
A Köszönöm, megvagyunk egy 1981-ben bemutatott színes magyar filmdráma, Lugossy László rendezésében.

## Cselekménye
|  | Alább a cselekmény részletei következnek! |

B. József negyven év körüli öntőipari szakmunkás, aki megismerkedik Évával, egy vidékről felkerült fiatal lánnyal. Felfogadja a lányt cselédnek, ám hamarosan a munkakapcsolatnál több is kialakul kettejük között. 
|  | Itt a vége a cselekmény részletezésének! |

## Szereplők
- Madaras József – B. József
- Nyakó Júlia – Éva
- Kun Vilmos – Doktor
- Szabó Lajos – Béla
- Kakassy Ági – Béla felesége
- Bács Ferenc – művezető
- Lajtos József – rendőr
- Zoltai Miklós – Ellenőr
- Benkocs Erzsi – Munkáslány
- Lovassy Albert – Mentőorvos

## Díjak és jelölések
- Berlini Nemzetközi Filmfesztivál (1981) – FIPRESCI-díj: Lugossy László
- Berlini Nemzetközi Filmfesztivál (1981) – Arany Medve jelölés: Lugossy László
- 13. Magyar Filmszemle	(1981)	Legjobb rendező	– Lugossy László
- 13. Magyar Filmszemle	(1981)	Legjobb színésznő – Nyakó Júlia